# Neopsittacus pullicauda
Il lorichetto beccoarancio (Neopsittacus pullicauda) è un uccello della famiglia degli Psittaculidi, endemico della Nuova Guinea.